# Coldham (Cambridgeshire)
Coldham – osada w Anglii, w hrabstwie Cambridgeshire, w dystrykcie Fenland. Leży 45 km na północ od miasta Cambridge i 124 km na północ od Londynu.